# إدوارد هيوز (ضابط البحرية الملكية)
إدوارد هيوز (بالإنجليزية: Edward Hughes)‏‏ (1720 - 1794 ) ضابط .